# Elecciones legislativas de Argentina de 1866
Las elecciones legislativas de Argentina de 1866 se realizaron el 1 de enero del mencionado año para renovar la mitad de la Cámara de Diputados, cámara baja del Congreso de la Nación Argentina. Córdoba tuvo elecciones desfasadas el 1 de enero y 11 de marzo, y La Rioja el 15 de marzo. Las elecciones en Corrientes se realizaron en 1867 y las elecciones en Catamarca en 1868.

## Bancas a elegir
| Provincia           | Bancas | A elegir |
| ------------------- | ------ | -------- |
| Buenos Aires        | 12     | 8        |
| Catamarca           | 3      | —        |
| Córdoba             | 6      | 2        |
| Corrientes          | 4      | —        |
| Entre Ríos          | 2      | 1        |
| Jujuy               | 2      | 1        |
| La Rioja            | 2      | 1        |
| Mendoza             | 3      | 2        |
| Salta               | 3      | 1        |
| San Juan            | 2      | 1        |
| San Luis            | 2      | —        |
| Santa Fe            | 2      | 2        |
| Santiago del Estero | 4      | 2        |
| Tucumán             | 3      | 2        |
| Total               | 50     | 23       |

## Resultados por provincia
| Provincia           | Candidato               | Votos     |
| ------------------- | ----------------------- | --------- |
| Buenos Aires        | Pastor Obligado         | 29.664    |
| Buenos Aires        | Martín de Gainza        | 29.662    |
| Buenos Aires        | Carlos Tejedor          | 29.272    |
| Buenos Aires        | Mariano Acosta          | 26.370    |
| Buenos Aires        | Manuel Quintana         | 23.218    |
| Buenos Aires        | Adolfo Alsina           | 22.600    |
| Buenos Aires        | Manuel A. Montes de Oca | 21.867    |
| Buenos Aires        | Emilio Castro           | 17.439    |
| Buenos Aires        | Pablo Cárdenas          | 9.872     |
| Buenos Aires        | Manuel Argerich         | 8.366     |
| Buenos Aires        | Luis L. Domínguez       | 8.261     |
| Buenos Aires        | Sabiniano Kier          | 6.485     |
| Buenos Aires        | José María Romero       | 5.198     |
| Buenos Aires        | Cruz Gorordo            | 765       |
| Buenos Aires        | Martín Campos           | 259       |
| Buenos Aires        | José Mármol             | 139       |
| Buenos Aires        | Mariano Adrián Varela   | 18        |
| Buenos Aires        | Emilio Mitre            | 13        |
| Buenos Aires        | Norberto de la Riestra  | 11        |
| Buenos Aires        | Francisco H. Muñiz      | 11        |
| Buenos Aires        | Guillermo Zapiola       | 10        |
| Buenos Aires        | Ventura Martínez        | 5         |
| Buenos Aires        | José María Moreno       | 3         |
| Buenos Aires        | Miguel Esteves S.       | 2         |
| Buenos Aires        | Roque Pérez             | 1         |
| Buenos Aires        | J. M. Estrada           | 1         |
| Buenos Aires        | M. Haedo                | 1         |
| Buenos Aires        | J. M. Cantilo           | 1         |
| Buenos Aires        | Juan Bautista Peña      | 1         |
| Buenos Aires        | M. Ocampo               | 1         |
| Buenos Aires        | N. Avellaneda           | 1         |
| Buenos Aires        | B. Sáenz Valiente       | 1         |
| Córdoba             | Elección anulada        | Sin datos |
| Córdoba             | Elección anulada        | Sin datos |
| Entre Ríos          | Eusebio Ocampo          | Sin datos |
| Jujuy               | Pablo Carrillo          | Sin datos |
| La Rioja            | Guillermo San Román     | 1.258     |
| La Rioja            | Carlos Luna             | 1         |
| Mendoza             | Francisco Civit         | Sin datos |
| Mendoza             | Arístides Villanueva    | Sin datos |
| Salta               | Isidoro López           | 4.904     |
| Salta               | Federico Ibarguren      | 1.267     |
| San Juan            | Amaro Cuenca            | Sin datos |
| Santa Fe            | Marcelino Freyre        | Sin datos |
| Santa Fe            | Pedro Lassaga           | Sin datos |
| Santiago del Estero | Pedro Gallo             | Sin datos |
| Santiago del Estero | Luciano Gorostiaga      | Sin datos |
| Tucumán             | Ángel Padilla           | Sin datos |
| Tucumán             | Ángel Méndez            | Sin datos |

1. 1 2 3 4 5 6 7 8  Elección anulada por la Cámara de Diputados. Se realiza una nueva elección el 24 de marzo de 1867.
2. 1 2  Elección anulada por la Cámara de Diputados. Nicéforo Castellanos y Luis Vélez son electos en 1868.
3. ↑  Expulsado el 21 de junio de 1867, lo reemplaza él mismo en una elección especial el 28 de julio de 1867.
4. ↑  Elección anulada por la Cámara de Diputados, no fue reemplazado.
5. ↑  Elección anulada por la Cámara de Diputados. Lo reemplaza Joaquín Díaz de Bedoya en 1868.

## Elecciones parciales
| Provincia    | Fecha                    | Candidato                | Votos     |
| ------------ | ------------------------ | ------------------------ | --------- |
| Buenos Aires | 24 de marzo de 1867      | Manuel A. Montes de Oca  | 7.280     |
| Buenos Aires | 24 de marzo de 1867      | Martín de Gainza         | 7.005     |
| Buenos Aires | 24 de marzo de 1867      | Carlos Tejedor           | 6.822     |
| Buenos Aires | 24 de marzo de 1867      | Estanislao del Campo     | 6.808     |
| Buenos Aires | 24 de marzo de 1867      | Mariano Acosta           | 6.799     |
| Buenos Aires | 24 de marzo de 1867      | Pastor Obligado          | 6.700     |
| Buenos Aires | 24 de marzo de 1867      | Manuel Quintana          | 6.480     |
| Buenos Aires | 24 de marzo de 1867      | Manuel Arauz             | 6.276     |
| Buenos Aires | 24 de marzo de 1867      | Romero                   | 3.582     |
| Buenos Aires | 24 de marzo de 1867      | Carlos Keen              | 1.237     |
| Buenos Aires | 24 de marzo de 1867      | Dardo Rocha              | 219       |
| Buenos Aires | 24 de marzo de 1867      | Pereyra                  | 177       |
| Buenos Aires | 24 de marzo de 1867      | Serna                    | 177       |
| Buenos Aires | 24 de marzo de 1867      | Mármol                   | 177       |
| Buenos Aires | 24 de marzo de 1867      | D. V. Martínez           | 177       |
| Buenos Aires | 24 de marzo de 1867      | J. J. Montes de Oca      | 177       |
| Buenos Aires | 24 de marzo de 1867      | Loyola                   | 177       |
| Buenos Aires | 24 de marzo de 1867      | J. María Gutiérrez       | 113       |
| Buenos Aires | 24 de marzo de 1867      | Eladio Saavedra          | 59        |
| Buenos Aires | 24 de marzo de 1867      | Beccar                   | 58        |
| Buenos Aires | 24 de marzo de 1867      | Vicente Fidel López      | 58        |
| Buenos Aires | 24 de marzo de 1867      | Gorostiaga               | 2         |
| Buenos Aires | 24 de marzo de 1867      | Ramón Cavenago           | 2         |
| Buenos Aires | 24 de marzo de 1867      | Mateo Martínez           | 2         |
| Buenos Aires | 24 de marzo de 1867      | D. N. Riestra            | 2         |
| Buenos Aires | 24 de marzo de 1867      | Dalmacio Vélez Sarsfield | 1         |
| Buenos Aires | 24 de marzo de 1867      | Rufino Varela            | 1         |
| Buenos Aires | 24 de marzo de 1867      | Castro                   | 1         |
| Buenos Aires | 24 de marzo de 1867      | Durand                   | 1         |
| Buenos Aires | 24 de marzo de 1867      | Fernández Blanco         | 1         |
| Corrientes   | 12 de septiembre de 1867 | Pedro C. Reyna           | Sin datos |
| Corrientes   | 12 de septiembre de 1867 | Desiderio Rosas          | Sin datos |
| Entre Ríos   | 28 de julio de 1867      | Eusebio Ocampo           | 2.428     |
| Entre Ríos   | 28 de julio de 1867      | Juan J. Soneyra          | 2.427     |
| Entre Ríos   | 28 de julio de 1867      | Pedro L. Funes           | 4         |
| Entre Ríos   | 28 de julio de 1867      | Vicente H. Méndez        | 3         |
| Entre Ríos   | 28 de julio de 1867      | Olegario Andrade         | 2         |
| Entre Ríos   | 28 de julio de 1867      | José M. Domínguez        | 1         |
| Entre Ríos   | 28 de julio de 1867      | José G. Haedo            | 1         |
| Entre Ríos   | 28 de julio de 1867      | Juan A. Vázquez          | 1         |
| Entre Ríos   | 28 de julio de 1867      | Juan J. Álvarez          | 1         |
| Tucumán      | 10 de febrero de 1867    | Ruperto San Martín       | Sin datos |

1. 1 2 3 4 5 6  Electo para el mandato de 1866-1870, luego de la anulación de la elección general de 1866.
2. ↑  Electo junto a Manuel Arauz completar los mandatos de Juan Chassaing y Manuel Ocampo (1864-1868).
3. ↑  Electo junto a Estanislao del Campo completar los mandatos de Juan Chassaing y Manuel Ocampo (1864-1868).
4. 1 2  Electo para el mandato de 1866-1870, luego de la postergación de la elección general de 1866. Elección anulada por la Cámara de Diputados. Lo reemplaza Juan Vicente Pampín y Juan Eusebio Torrent en una elección especial el 8 de agosto de 1869.
5. ↑  Electo para completar el mandato de Eusebio Ocampo (1866-1870).
6. ↑  Electo para completar el mandato de Diógenes José de Urquiza (1864-1868).
7. ↑  Electo para completar el mandato de Julián Murga (1864-1868). Elección anulada por la Cámara de Diputados, no fue reemplazado.